# Liste der Monuments historiques in Détain-et-Bruant
Die Liste der Monuments historiques in Détain-et-Bruant führt die Monuments historiques in der französischen Gemeinde Détain-et-Bruant auf.

## Liste der Objekte
| Bezeichnung | Beschreibung                                                                 | Standort                                            | Kennzeichnung | Schutzstatus | Datum | Bild |
| ----------- | ---------------------------------------------------------------------------- | --------------------------------------------------- | ------------- | ------------ | ----- | ---- |
| Pietà       | Kalkstein, farbig gefasst, 16. Jahrhundert; zwischen 1978 und 1988 gestohlen | Bruant, in der Kapelle Nativité-de-la-Vierge (Lage) | PM21000721    | Classé       | 1938  |      |